# Ghilaromma orientalis
Ghilaromma orientalis là một loài tò vò trong họ Ichneumonidae.